# Altıntepe
Altıntepe was een Urartische burcht in de Turkse provincie Erzincan die werd gebouwd in de 9e eeuw v.C. 

## Urartiërs
In de burcht werd een Urartisch tempelcomplex opgegraven. De tempel bestond uit een vierkanten cella van vijf bij vijf meter met zeer dikke muren en versterkte hoeken. Deze cella stond in een vierkanten plein opgeven met zuilen. Het is nog niet duidelijk of deze Urartische tempel een schilddak zonder frontons had, zoals de tempel van Haldi in Musasir, of een torendak zoals de vuurtorens van de Achaemenidische Perzen.

## Byzantijnen
Onder de Byzantijnen ging het om een redelijk belangrijke plaats. Er was een kerk met mozaïekvloer.